# Specjalistyczny szpital wojewódzki w Ciechanowie
Specjalistyczny Szpital Wojewódzki w Ciechanowie – szpital znajdujący się w Ciechanowie, istniejący od 1915 r.

## Opis
Specjalistyczny Szpital Wojewódzki posiada 20 oddziałów szpitalnych i 40 poradni specjalistycznych. Świadczenia wykonywane są bezpłatnie, w ramach kontraktu z Narodowym Funduszem Zdrowia. W ramach wchodzącej w życie reformy ochrony zdrowia, Specjalistyczny Szpital Wojewódzki w Ciechanowie został zakwalifikowany do III poziomu podstawowego szpitalnego zabezpieczenia świadczeń opieki zdrowotnej. Udziela świadczeń zdrowotnych dla około 600 tys. ubezpieczonych z rejonu Północnego Mazowsza w zakresie : pediatrii, chirurgii ogólnej, dziecięcej i urazowej, neurologii, ginekologii i położnictwa,
rehabilitacji, kardiologii, neonatologii, laryngologii, okulistyki, endokrynologii, diabetologii, hematologii, onkologii, intensywnej terapii i anestezjologii, urologii, dializoterapii, dermatologii, pulmonologii, chorób zakaźnych, psychiatrii oraz opieki terminalnej. Pacjentom wymagającym natychmiastowej pomocy doraźnej opiekę zapewnia Szpitalny Oddział Ratunkowy. Szpital świadczy również usługi transportu sanitarnego. Na terenie szpitala znajduje się lądowisko dla śmigłowców ratownictwa medycznego.

## Nagrody i wyróżnienia
Od 18 kwietnia 2005 roku Specjalistyczny Szpital Wojewódzki w Ciechanowie posiada CERTYFIKAT ISO 9001:2000. Specjalistyczny Szpital Wojewódzki jest laureatem wielu nagród, m.in. wyróżnienia w konkursie Perły Medycyny, Mazowieckiej Nagrody Jakości, wyróżnienia w konkursie Mazowiecka Firma Roku. Zajmuje wysoką pozycję w wielu rankingach, m.in. Rodzić po ludzku, Szpital przyjazny dziecku, rankingach gazet Wprost i Rzeczpospolita. Placówka posiada tytuł Szpitala Promującego Zdrowie i Szpitala Przyjaznego Kombatantom.

## Oddziały
- Oddział Chirurgii Urazowo-Ortopedycznej
- Oddział Anestezjologii i Intensywnej Terapii
- Oddział Dermatologiczny
- Oddział Chirurgii Dziecięcej
- Oddział Dziecięcy
- Oddział Chirurgii Ogólnej
- Oddział Kardiologiczny
- Oddział Laryngologiczny
- Oddział Obserwacyjno-Zakaźny
- Oddział Nefrologiczny
- Oddział Okulistyczny
- Oddział Neonatologiczny
- Oddział Onkologiczno-Hematologiczny
- Oddział Neurologiczny
- Oddział Położniczo-Ginekologiczny
- Oddział Psychiatryczny
- Oddział Wewnętrzny
- Oddział Pulmonologiczny
- Oddział Rehabilitacji
- Poddział Urologiczny
- Szpitalny Oddział Ratunkowy

## Dyrektorzy szpitala
- w latach 1967-1975 dr n. med. Aleksander Niestępski
- od 01.12.1975 do 31.01.1991 lek. Marek Scharoch
- od 01.02.1991 do 03.01.1995 lek. Michał Kornatowski
- od 04.01.1995 do 11.07.1995 lek. Alicja Karwowska
- od 12.07.1995 do 13.10.1997 lek. Zenon Truszewski
- od 13.10.1997 do 08.04.1998 mgr Krystyna Rzepnicka
- od 10.04.1998 do 28.03.2001 lek. Jacek Krzyśpiak
- od 28.03.2001 do 08.07.2001 lek. Teresa Gniadek
- od 09.07.2001 do 15.04.2003 lek. Adam Mazurek
- od 16.04.2003 do 16.03.2007 lek. Henryka Romanow
- od 16.03.2007 do 31.05.2007 lek. Witold Achciński
- od 01.06.2007 do 26.05.2009 mgr inż. Zbigniew Trzeciak
- od 26.05.2009 do 24.06.2009 lek. Ewa Łagońska
- od 25.06.2009 do 30.09.2009 mgr Małgorzata Turowska
- od 01.10.2009 do 30.06.2015 mgr inż. Hanna Jaroszewska
- od 01.07.2015 do 11.10.2016 mgr Tadeusz Bochnia
- od 11.10.2016 do 25.10.2016 mgr Małgorzata Turowska
- od 25.10.2016 mgr inż. Andrzej Kamasa